# Aḩmadābād-e Owfān
Aḩmadābād-e Owfān (persiska: اَحمَدابادِ وفان, اَحمَد آباد, اَخمِدَبَد, احمد آباد اوفان, Aḩmadābād-e Ūfān, Aḩmadābād-e Arfān, احمد آباد ارفان) är en ort i Iran.   Den ligger i provinsen Qazvin, i den nordvästra delen av landet, 160 km väster om huvudstaden Teheran. Aḩmadābād-e Owfān ligger 1 352 meter över havet och antalet invånare är 128.
Terrängen runt Aḩmadābād-e Owfān är huvudsakligen platt, men åt sydväst är den kuperad.Runt Aḩmadābād-e Owfān är det ganska glesbefolkat, med 29 invånare per kvadratkilometer. Närmaste större samhälle är Maḩmūdābād Nemūneh, 13,7 km öster om Aḩmadābād-e Owfān. Trakten runt Aḩmadābād-e Owfān består i huvudsak av gräsmarker.